# Georg Dertinger
Georg Dertinger (Berlín, 25 de diciembre de 1902 - Leipzig, 21 de enero de 1968) fue un periodista y político alemán en la República de Weimar, el Tercer Reich y la República Democrática Alemana (RDA) que desarrolló su carrera en la RDA aunque luego fue condenado a 15 años de cárcel por presunta "conspiración" y "espionaje". De 1949 a 1953 fue ministro de Asuntos Exteriores de la RDA.

## Biografía
Nació en Berlín en una familia protestante de clase media.[cita requerida] De 1922 a 1924 Dertinger estudió Derecho y Economía sin graduarse. Después de sus estudios se convirtió en periodista del Magdeburgische Zeitung (de 1923 a 1925) y del periódico de la organización nacionalista Stahlhelm (de 1925 a 1927). De 1928 a 1930 fue corresponsal en Berlin para varios periódicos regionales. Rompió con el Stahlhelm debido a su rígida filosofía de derechas. De todos modos Dertinger simpatizaba con el Partido Nacional del Pueblo Alemán, un partido nacionalista y antisemítico de derechas.
Dertinger más tarde se hizo un miembro del círculo político del canciller Franz von Papen. Acompañó a Papen a Roma como periodista representante de la prensa alemana para las negociaciones del Concordato entre Alemania y la Santa Sede (Reichskonkordat), poco después de que Adolf Hitler se convirtiera en canciller.
En 1934, Dertinger regresó a Berlín y se convirtió primero en redactor y luego en editor de Dienst aus Deutschland, una agencia de noticias que proporcionaba noticias del Reich alemán a los periódicos extranjeros.
Después de la Segunda Guerra Mundial, Dertinger cofundó la Unión Demócrata Cristiana (CDU) en la zona de ocupación soviética. De 1946 a 1949 fue secretario general de la CDU oriental y de 1949 a 1952 vicepresidente del partido. Apoyó la línea oficial de cooperación con el Partido Socialista Unificado de Alemania (SED) y se opuso al presidente del partido más independiente, Jakob Kaiser, a quien había depuesto en diciembre de 1947.
Dertinger también se unió a la Asociación Cultural de la RDA (Kulturbund) y fue miembro del Consejo Presidencial de la Asociación Cultural.
El 11 de octubre de 1949 se convirtió en el primer ministro de Asuntos Exteriores de Alemania Oriental en el gabinete de Otto Grotewohl y el 6 de julio de 1950 firmó, junto con el primer ministro Otto Grotewohl y el primer ministro y el ministro de Asuntos Exteriores polacos, el Tratado de Zgorzelec, que estableció la frontera entre Alemania Oriental y la República Popular Polaca.
El 15 de enero de 1953 Dertinger fue arrestado y en 1954 fue enjuiciado por espionaje y conspiración, declarado culpable y sentenciado a quince años de cárcel. En 1964 recibió una amnistía. Durante los años anteriores a su fallecimiento trabajó para la editorial católica St. Benno.